# Lido de Thau
Le Lido de Thau est situé en France, dans le département l'Hérault, dans les communes de  Marseillan et de Sète, sur le cordon littoral reliant ces deux communes. Le site est protégé par le Conservatoire du littoral, il est géré par Sète Agglopôle Méditerranée.

## Géographie
On y accède depuis Sète par le quartier du Pont-Levis.
Cet endroit se situe sur le rivage sud-est de l'étang de Thau, sur le cordon dunaire qui sépare ce dernier de la mer Méditerranée dans le Golfe du Lion. Au sud-ouest du Mont Saint-Clair lui-même sur affleurement calcaire dans la continuité des reliefs du Causse d'Aumelas et du Massif de la Gardiole,.
Ce cordon dunaire a commencé à se former, en même temps que les autres lidos du Languedoc, il y a un peu moins de 6 000 ans par accumulation de dépôts sédiments fluviaux et marins entre le Mont St Clair de Sète, au nord-est et le Mont St Loup à Agde au sud-ouest, délimitant ainsi la grande lagune de Thau et séparant cette dernière de la mer Méditerranée.

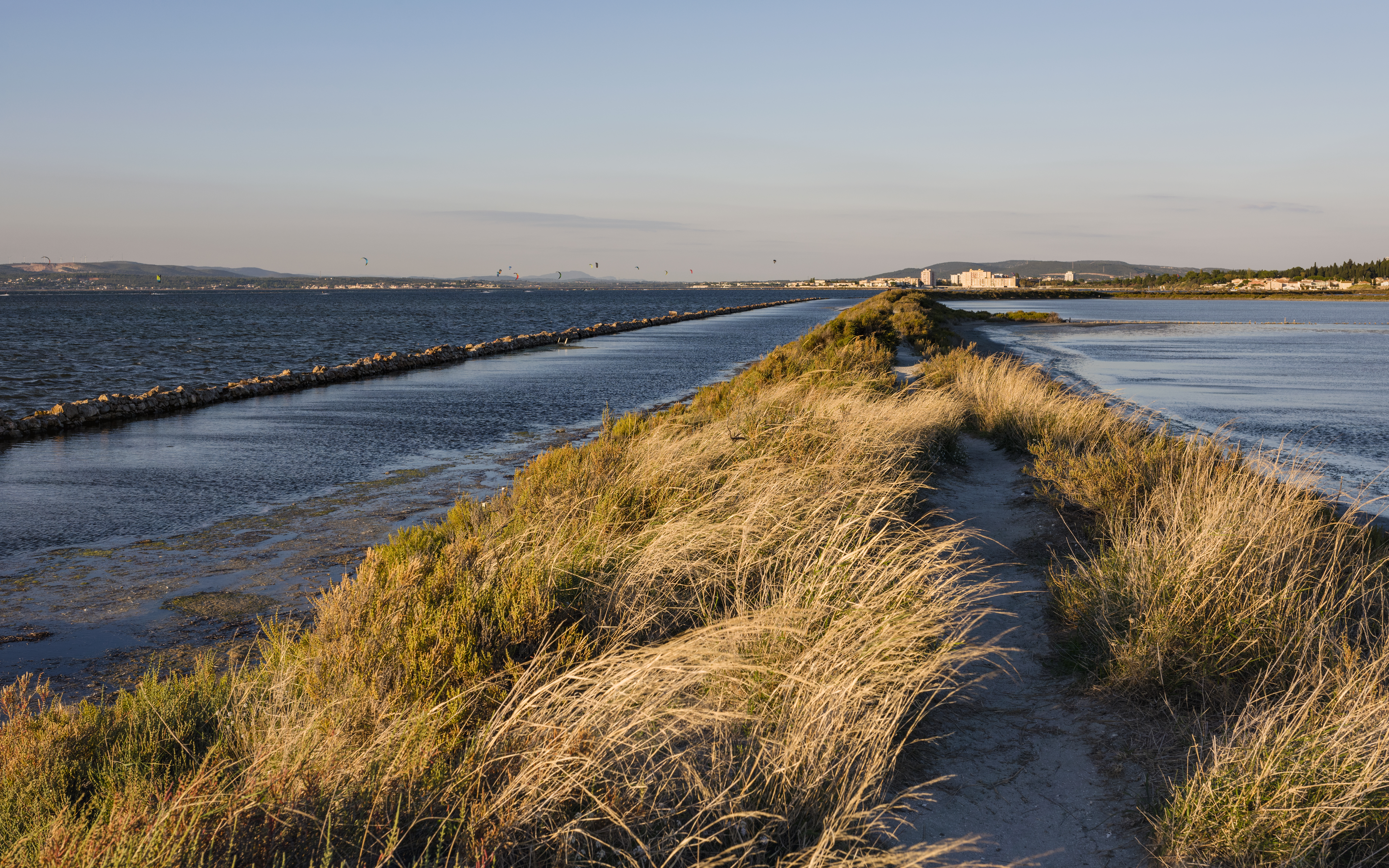
L'étang de Thau sur la gauche, au nord, et un ancien marais salant sur la droite
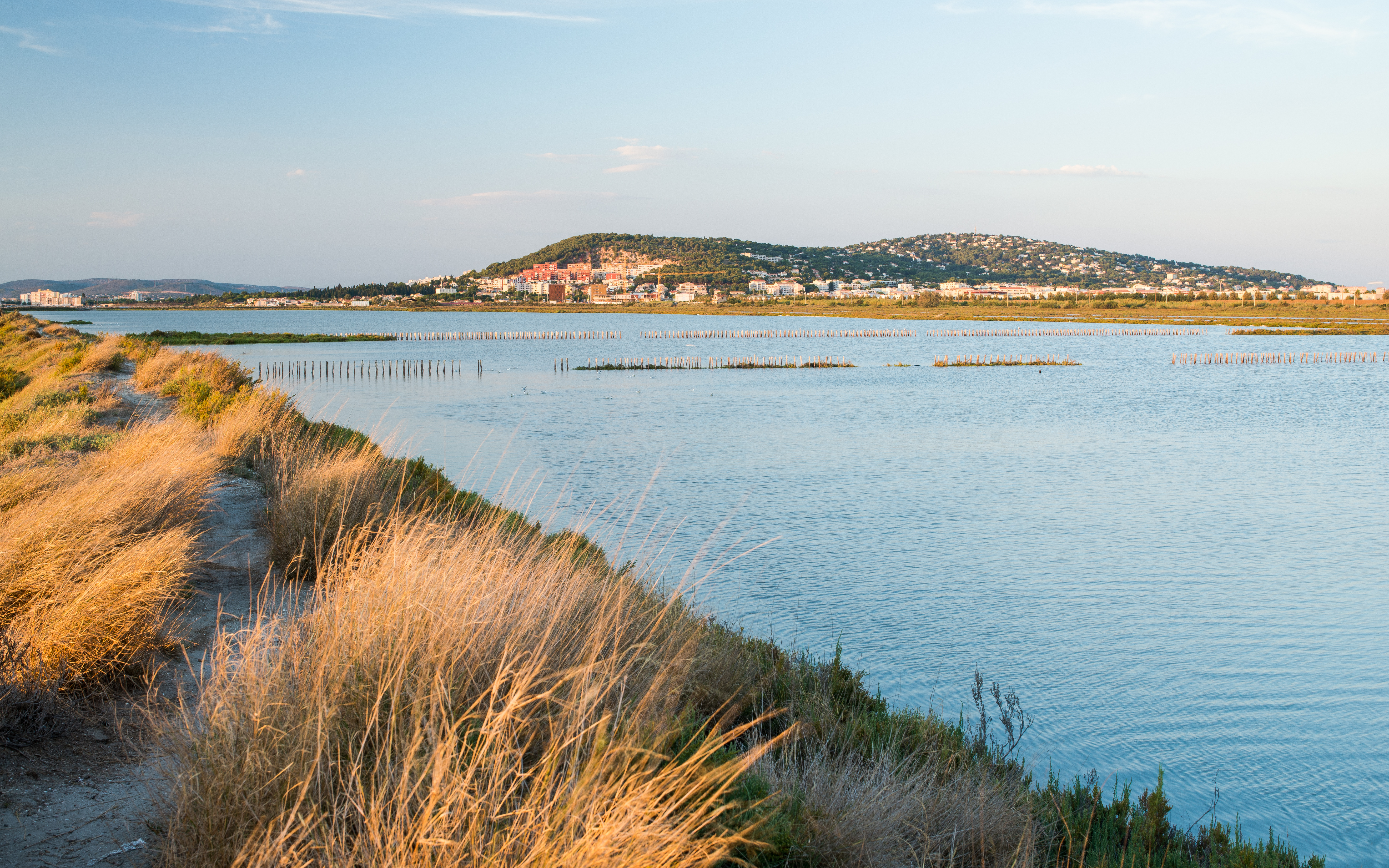
Le Mont Saint-Clair derrière les anciens marais salants

## Histoire
Le Lido de Thau a été acquis par le Conservatoire du Littoral entre les années 2000 et 2003, et la gestion en a été confiée à la Communauté d'agglomération du Bassin de Thau en 2005.
Depuis le 7 mars 2006 cet espace, ainsi qu'une zone beaucoup plus large comprenant l'étang de Thau et ses rivages sur les communes de Balaruc-le-Vieux, Balaruc-les-Bains, Bouzigues, Frontignan, Loupian, Marseillan, Mèze et Sète, est aussi soumis à une protection spéciale dans le cadre du réseau Natura 2000,.

## Faune

### Les oiseaux
Cet endroit étant constitué en majeure partie d'étendues d'eau salée, il attire la plupart des oiseaux d'eaux méditerranéens. Notamment les oiseaux laro-limicoles, des  Charadriiformes, qui utilisent les buttes des anciennes tables salantes, ainsi que des îlots créés depuis peu à cet effet, comme lieux privilégiés pour leur nidification. 

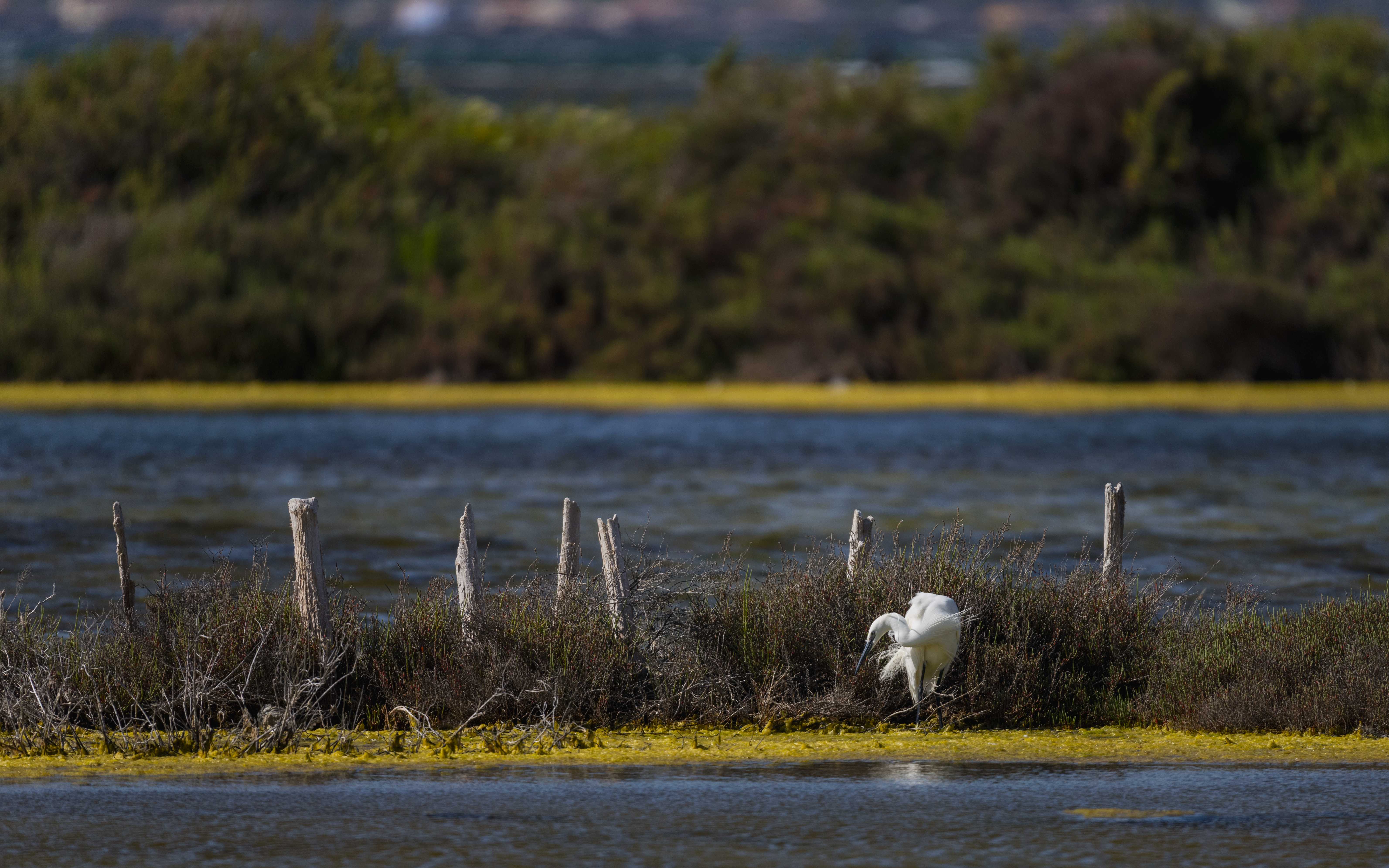
Egretta garzetta
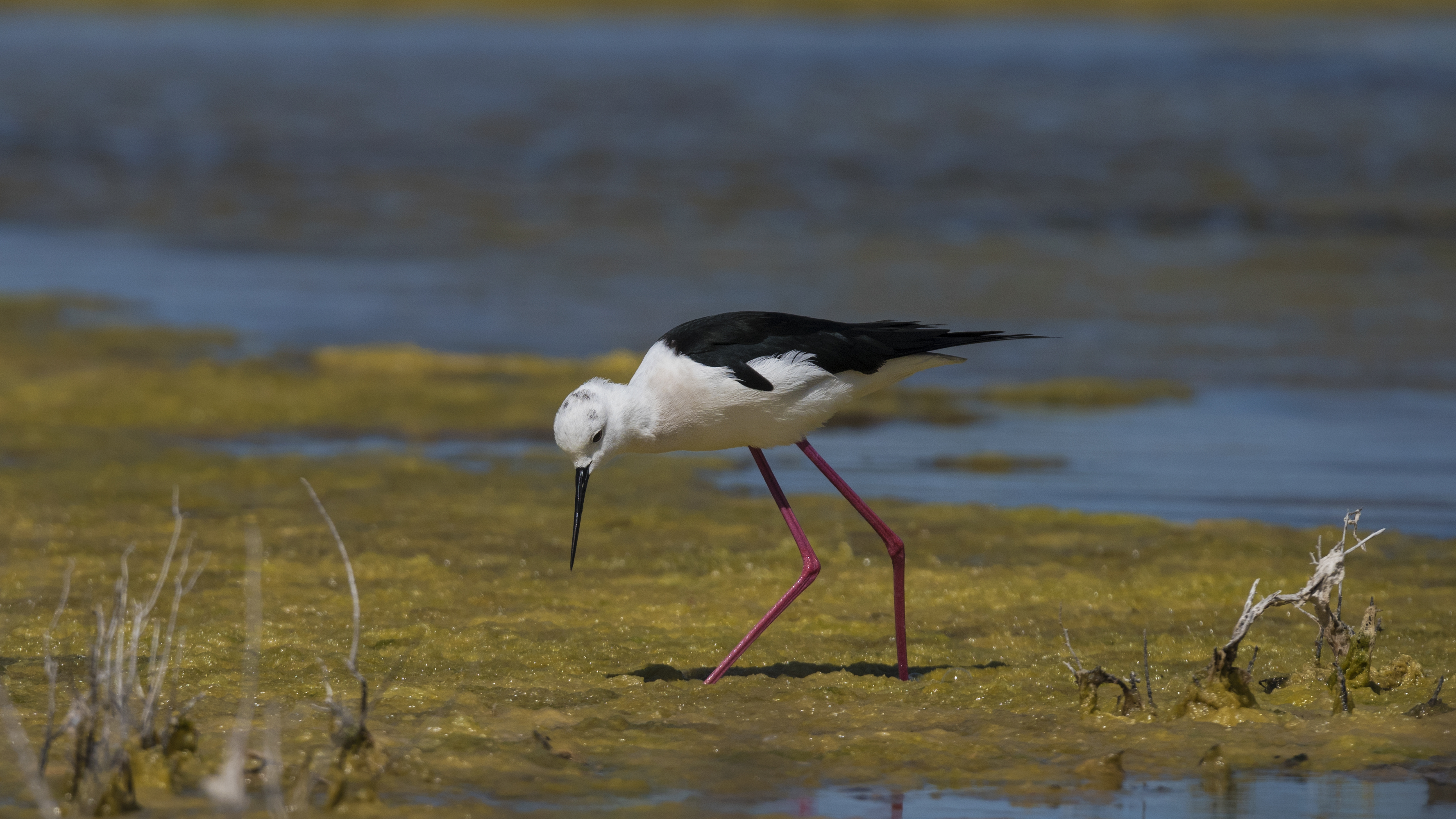
Himantopus himantopus
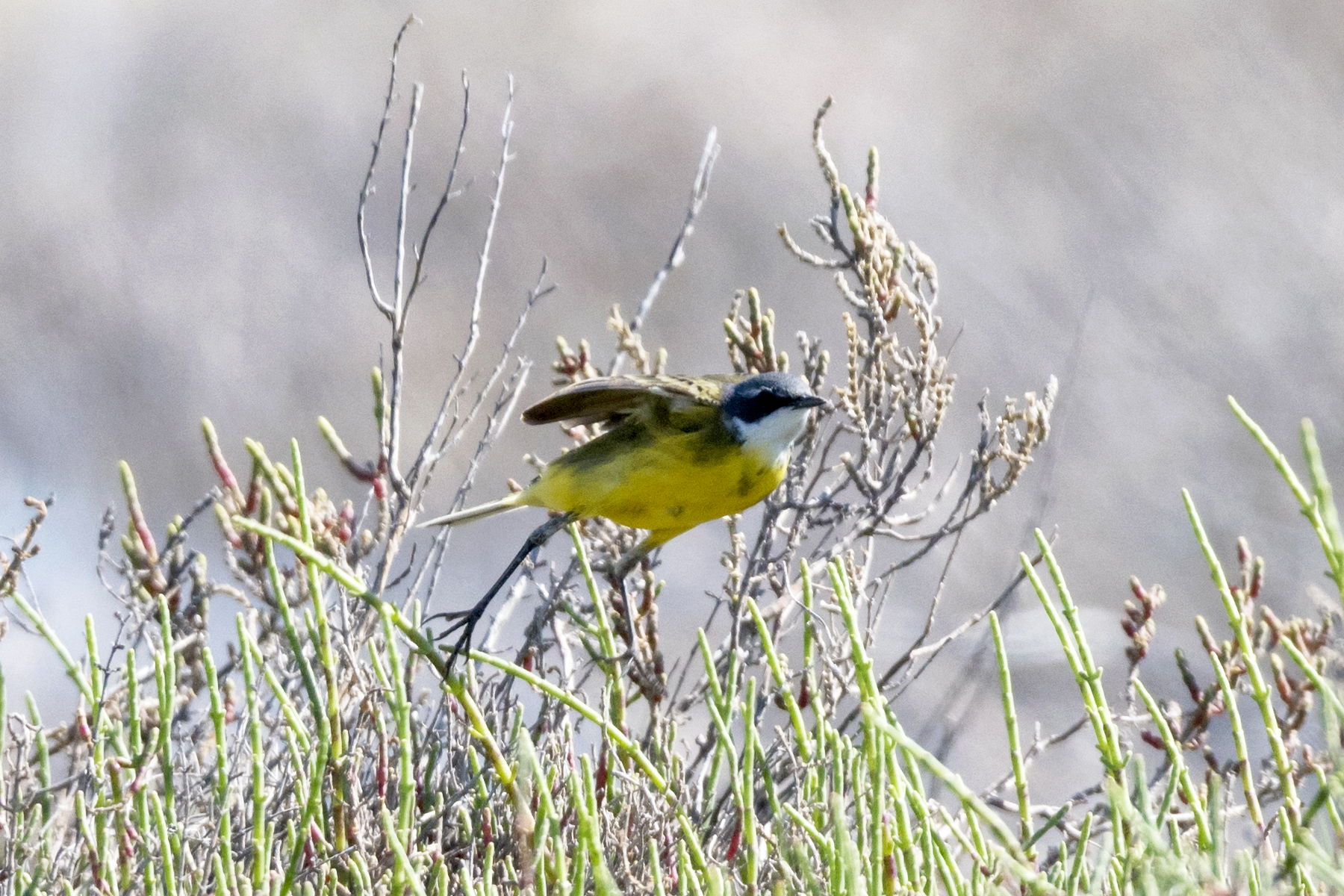
Motacilla flava iberiae
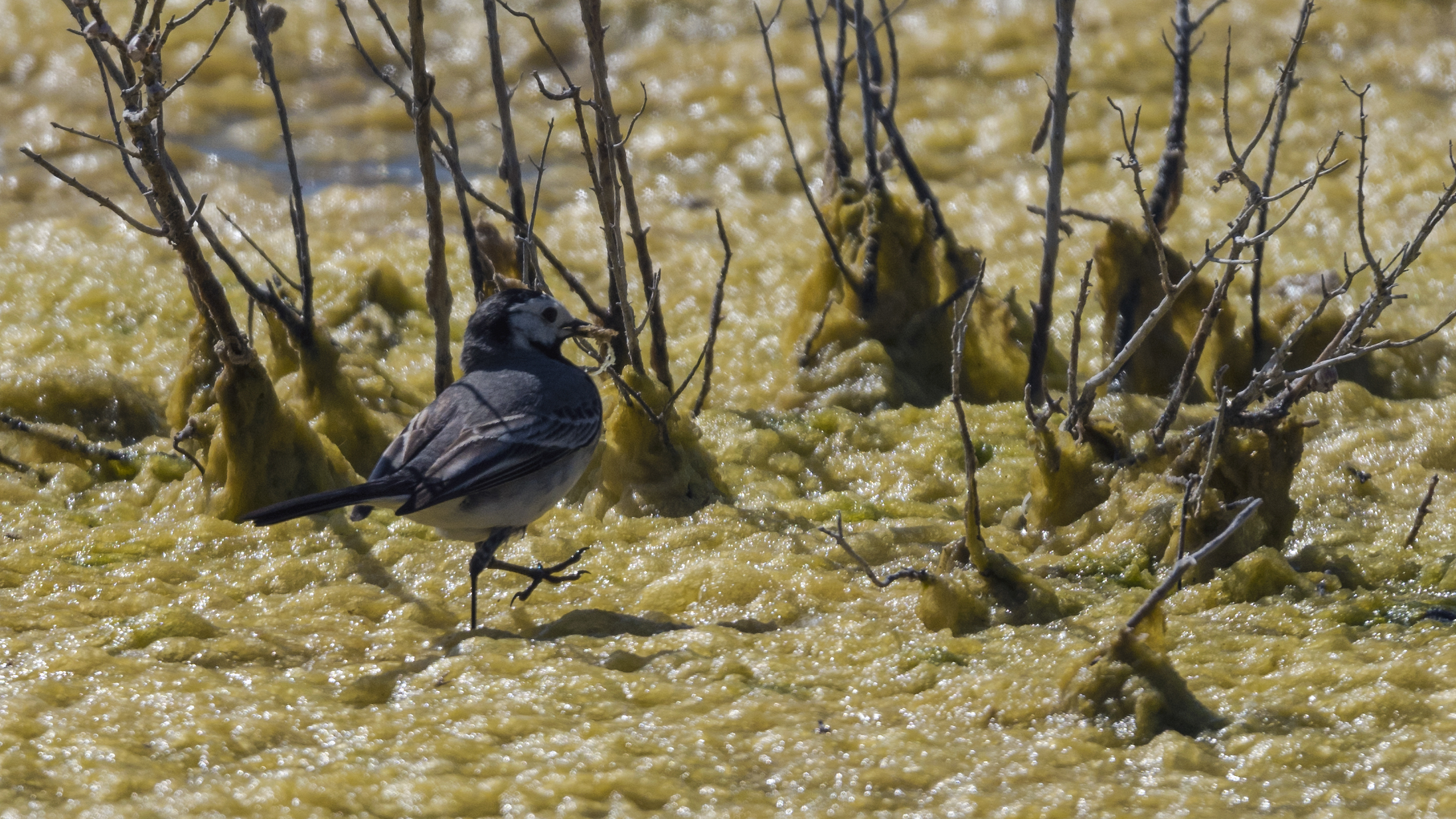
Motacilla alba
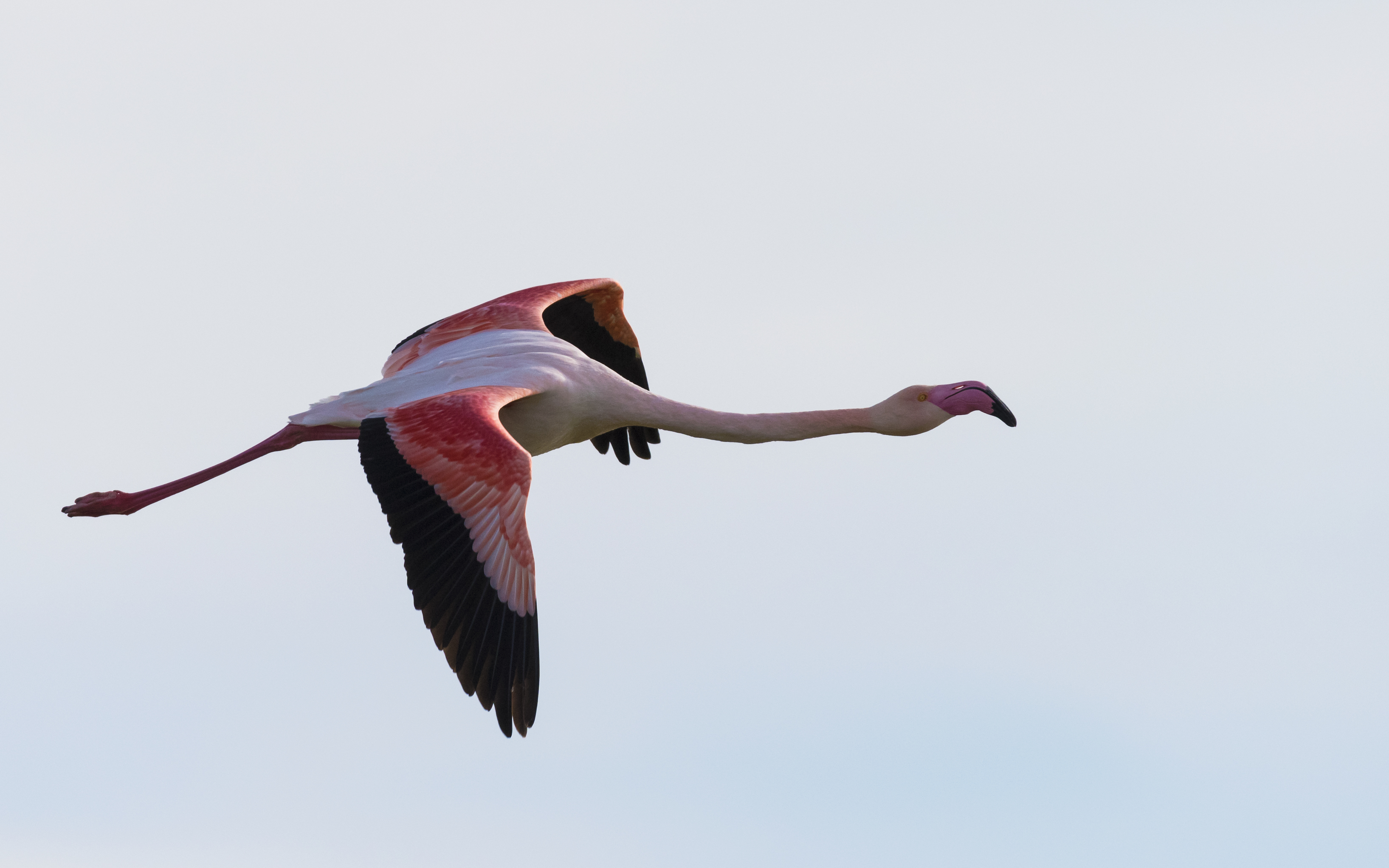
Phoenicopterus roseus
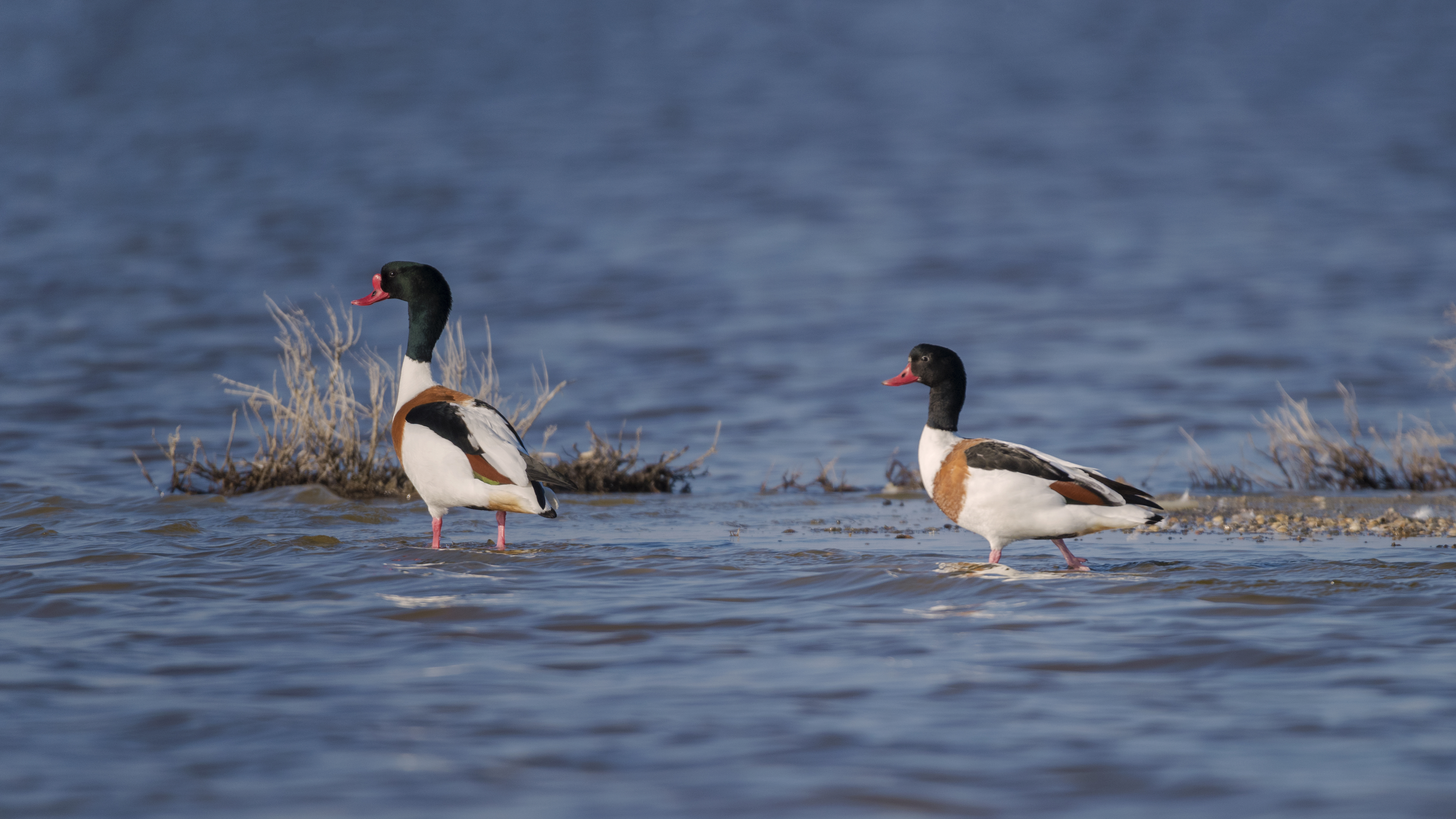
Tadorna tadorna

### Les insectes

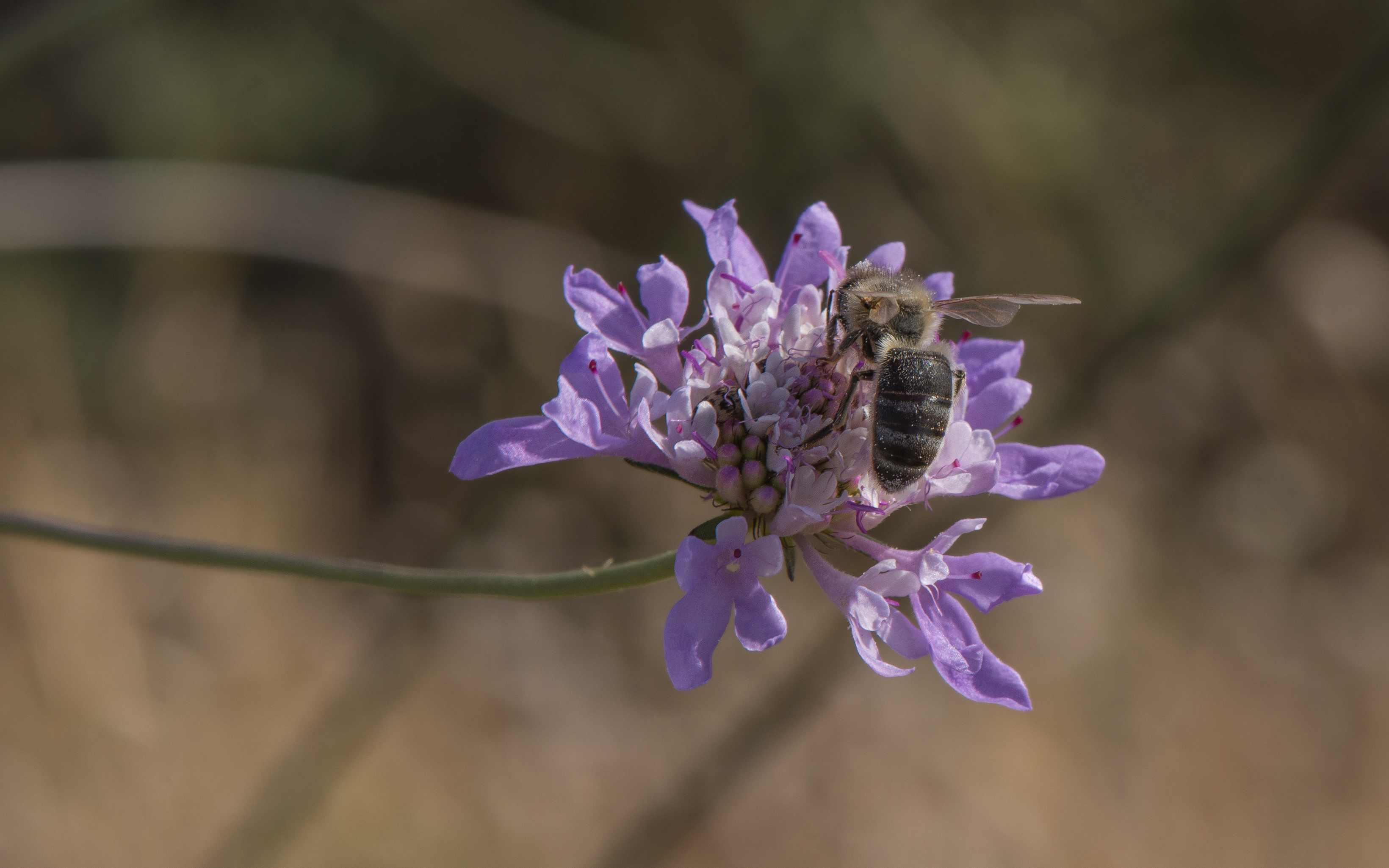
Apis mellifera mellifera
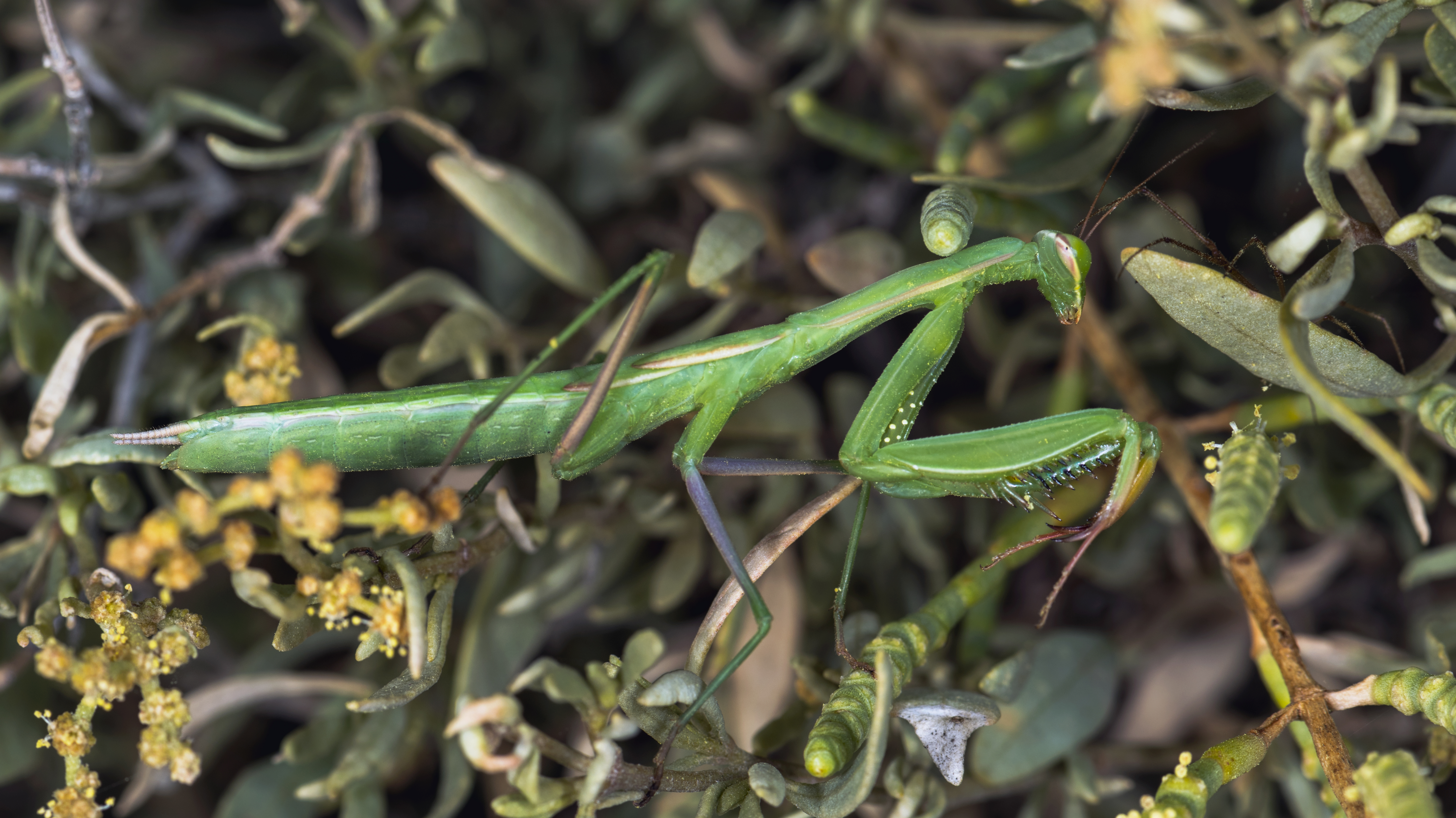
Mantis religiosa